# 山东省烟台第一中学
山东省烟台第一中学，简称烟台一中位于山东省烟台市芝罘区，濒临烟台海滨。创建于1931年9月28日，即“九一八”事变十天之后。截至2024年，烟台一中共有在校教职工400余人，其中正高级教师5人，高级教师110余人，一级教师100余人；在校学生4400余人。目前有东山校区，幸福校区两大校区。

## 校史
1931年，烟台当地军阀、驻烟国军21师师长刘珍年与烟台士绅张德纯、崔葆生、吴敬之等人，邀请河北省教育厅长陈筱生、山东省教育厅长何思源加入，创办中学，合组校董会，并于当年9月28日正式开学，定名私立芝罘初级中学，办学口号为“教育救国”。聘请北师院专科毕业的庄子毅任校长，首届学生80余人。1933年10月，因政府政策要求不得用地名命名，而更名为私立志孚中学，简称为“志孚中学”。志孚中学以办学质量高著称，学生纪律之严格、文化水平之高在烟台所有中学里居于首位。1938年9月，志孚中学高中部成立。1940年2月，日伪政权改志孚中学为烟台市立中学。到1940年，烟台市立中学有初一至高三6个年级9个班。1941年3月，烟台市立中学改名为烟台市立第一中学。1945年9月烟台被八路军解放后，共产党政府接管学校，市立一中、女一中及女二中高中部合并为，因地取名为东山中学。 1946年3月，胶东公学一部分迁至烟台，与烟台东山中学、烟台师范学校合并，改称山东省立胶东公学总校。1947年9月，胶东公学总校因战争迁至乳山县，1948年1月停办。
国民政府占领烟台后，志孚中学复校。1948年10月，烟台被中国人民解放军攻占，志孚中学改名为山东省立烟台中学。1950年8月，烟台中学改名为山东省立烟台第一中学。同年，中央人民政府教育部公立学校概不加冠“国立”、“省立”、“县立”或“公立”字样，烟台中学改名山东省烟台第一中学，后使用至今。
1950年，烟台市第一中学被确立为山东省最早的十五所重点中学之一，1993年被确立为山东省首批规范化学校。
2002年烟台一中恢复初中部，于烟台市芝罘区环山路36号新建校区用以初中部办学，命名为烟台一中南区。2012年增设国际课程实验教学，2014年4月，经省教育厅批准，开设中加合作办学项目。2018年初，新建烟台烟台御龙山学校，开展小学初中学段教育，其中初中学段由烟台一中初中部负责，因此同时加挂“烟台一中东校区”牌子。2018年12月，烟台开展高中管理体制改革，原属烟台一中的初中部（南校区及御龙山学校）独立办学，拆分为烟台芝罘中学；同时烟台一中由原芝罘区级上收到市级统筹管理。2020年10月，烟台一中幸福校区开始建设。2022年，幸福校区开始招生，采用独立招生模式。

## 校园文化

### 校训
烟台一中校训为“公 诚 勤 毅”，于创校伊始提出。现采用校训字样为前山东省政府主席沈鸿烈所题。

### 校歌

#### 老校歌
烟台一中老校歌创作于1933年，由宋荔泉作词，歌词为：
|  | 海滨上，划出旷地一坪；林木青葱，映掩着高楼几栋。看白鸥翩翔，波涛汹涌，郁郁芝罘，泱泱海风。在这样的环境中，让我们来锻炼身心，淑陶性情，朝研夕讨，乐融融。莫忘却建设国家，改善人生，全要赖学术的功用。快快地趁这青春年少，勤勤恳恳地播种！ |

#### 新校歌
新校歌作于1948年，由王方明作词，陈志昂谱曲，歌词为：
|  | 在祖国的东方，在渤海的身旁，我们弦歌在一堂。朝阳啊，波浪，青山啊，绿杨，伴着我们学习的时光。团结、勤奋、求实、创新是指引我们的方向。我们是中华民族的好儿女，我们是新中国的栋梁。意志，要像山样坚强；学习，要像海样深广。全心全意为人民服务，在社会主义道路上前进，前进，光芒万丈。学习，学习，再学习；团结，团结，钢一样。在祖国的东方，在渤海的身旁，我们弦歌在一堂。 |

## 校区

### 东山校区
东山校区位于芝罘区二马路17号，因地处东山街道得名。该校区自1931年私立芝罘初级中学创立沿用至今。校区占地面积约107亩，建筑面积约4.5万平方米，有图书册数约10.5万册。

#### 校史馆
原志孚中学的音乐教室和劳作室，曾作为抗日救亡活动的地点。现该建筑改建为烟台一中校史馆，用于展示和烟台一中校史。

#### 东斋、西斋、中斋
1932年年2月1日建成的主教学楼，原分为东斋、中斋、西斋、南斋，于80年代后期翻修，南斋拆除。目前依旧作为教学楼。

#### 六边教学楼
80年代后期新建的教学楼，其中教室为六边形结构

#### 《师魂》雕塑
该雕塑为铜制雕塑，塑有烟台一中前化学教师蔡致远的半身塑像，上刻有“师魂”二字，于烟台一中70年校庆时由校友捐献。1951年11月，蔡致远在进行制取磷化氢使其自燃产生“鬼火”的演示实验中，意外发生爆炸，导致蔡致远吸入过量磷化氢，后抢救无效死亡。

#### 图书馆
图书馆由志孚中学校友及前代理校长徐承烈捐赠建设。图书馆自1993年4月15日开工，同年12月20日竣工。图书馆以捐赠人命名为“徐承烈图书馆”。

### 幸福校区
幸福校区建立于2020年，2022年起开始招生。校区位于芝罘区幸福街道因而得名，校区占地面积约170亩，建筑面积约8万平方米，有图书册数约4.5万。校区整体建筑风格为江南书院。

## 历任校长
- 1931.9－1937.10 庄子毅
- 1938.2—1940.1 赵少平（代校长）
- 1940.2—1944.1 蒋基夫
- 1944.1—1944.6 吴先锐
- 1944.6—1944.12 李伯良
- 1945.1—1945.8 袁洪起
- 1945.8—1946.3 胡湘夫
- 1946.3—1947.9 姜守迁
- 1947.9—1948.8 徐承烈
- 1948.8—1948.11 王方名
- 1948.11—1950.9 刘仲璜
- 1950.9—1953.4 王儒楷
- 1953.4—1953.9 高潮
- 1953.10—1958.5 杜示远
- 1958.5—1962.9 杨鲁光
- 1962.9—1968.2 杜示远
- 1968.2—1971.7 蔡志怿（革委会主任）
- 1971.7—1974.7 邱元俭（革委会主任）
- 1974.7—1978.6 乔若（革委会主任）
- 1978.6—1986.8 吴海清
- 1986.8—1993.11 于先甲
- 1993.11—2001.2 康敬国
- 2001.2—2003.7 韩文强
- 2003.7—2018.8 隋丰俊
- 2018.8— 李金波

## 著名校友
- 李丙令：中国人民解放军将领、中国人民解放军开国少将。
- 龚全珍：中国人民解放军开国少将甘祖昌的夫人。
- 华楠：原名孙宝楠，中国人民解放军少将。
- 张彭：中华人民共和国政治人物，曾任中共北京市委工业部副部长，北京市副市长。
- 王忠诚：中国神经外科专家，中国神经外科事业的创始人之一，中国工程院院士。
- 张兴钤：中国金属物理学家，中国科学院院士。
- 曲钦岳：中国天文学家、教育家，中国科学院院士，南京大学前校长。
- 张奠宙：中国数学史家、数学教育家。
- 谷书堂：中国经济学家、教育家。